# Lingua kavalan
La lingua kavalan è una lingua formosana orientale parlata a Taiwan

## Distribuzione geografica
È una lingua parlata dal popolo Kavalan (噶瑪蘭/kebalan/kbalan) sulla costa nordorientale di Taiwan. Fa parte della famiglia delle lingue austronesiane.
Il Kavalan non è più parlato nell'area in cui ha avuto origine. Negli anni '30 era ancora parlato come dialetto nelle case, mentre nel 1987 si sentiva parlare nei territori abitati dal popolo Atayal. Nel 2000 i locutori stimati erano 24 mentre ai giorni nostri è ancora considerata una lingua in pericolo, con un totale di 70 parlanti.
Nel 2017, uno studio che utilizzava la metrica EDGE per la conservazione delle specie ha scoperto che il kavalan, sebbene in grave pericolo di estinzione, era tra le lingue austronesiane più distinte dal punto di vista lessicale.